# Comuna Ciornobaiivka, Bilozerka
Ciornobaiivka (în ucraineană Чорнобаївка) este o comună în raionul Bilozerka, regiunea Herson, Ucraina, formată din satele Ciornobaiivka (reședința) și Krutîi Iar.

## Demografie
Componența lingvistică a comunei Ciornobaiivka
     Ucraineană (91,75%)
     Rusă (7,29%)
     Alte limbi (0,68%)
Conform recensământului din 2001, majoritatea populației comunei Ciornobaiivka era vorbitoare de ucraineană (91,75%), existând în minoritate și vorbitori de rusă (7,29%).